# Ascianghi (sous-marin)
Le Ascianghi est un sous-marin de la classe Adua (sous-classe de la Serie 600), en service dans la Regia Marina lancé au milieu des années 1930 et ayant servi pendant la Seconde Guerre mondiale.
Il est nommé d'après le Lac Ashenge (en italien : Lago Ascianghi) en Ethiopie.

## Caractéristiques
Les sous-marins de la classe Adua sont des sous-marins de petite croisière à simple coque avec double fond central et bulges latéraux, pratiquement identiques à ceux de la série précédente Perla dont ils constituent une répétition. C'est la plus grande série de la classe 600 et donne de bons résultats au cours du conflit, bien que la vitesse de surface soit plutôt faible, les bateaux sont robustes et maniables. Il y a de petites différences dans le déplacement et les détails de construction entre les unités construites sur des sites différents.
Ils déplaçaient 697,25 tonnes en surface et 856,40 tonnes en immersion. Les sous-marins mesuraient 60,18 mètres de long, avaient une largeur de 6,45 mètres et un tirant d'eau de 4,7 mètres.
Pour la navigation de surface, les sous-marins étaient propulsés par deux moteurs diesel de 600 chevaux (447 kW), chacun entraînant un arbre d'hélice. En immersion, chaque hélice était entraînée par un moteur électrique de 400 chevaux-vapeur (298 kW). Ces moteurs électriques étaient alimentés par une batterie d'accumulateurs au plomb composée de 104 éléments. Ils pouvaient atteindre 14 nœuds (26 km/h) en surface et 7,5 nœuds (13,9 km/h) sous l'eau. En surface, la classe Adua avait une autonomie de 3 180 milles nautiques (5 890 km) à 10,5 noeuds (19,4 km/h), en immersion, elle avait une autonomie de 74 milles nautiques (137 km) à 4 noeuds (7,4 km/h)
Les sous-marins étaient armés de six tubes lance-torpilles internes de 53,3 cm, quatre à l'avant et deux à l'arrière. Une torpille de rechargement était transportée pour chaque tube, pour un total de douze. Ils étaient également armés d'un canon de pont de 100 mm OTO 100/47 pour le combat en surface. L'armement antiaérien léger consistait en une ou deux paires de mitrailleuses Breda Model 1931 de 13,2 mm

## Construction et mise en service
Le Ascianghi est construit par le chantier naval Odero-Terni-Orlando (OTO) de Muggiano à La Spezia en Italie, et mis sur cale le 20 janvier 1937. Il est lancé le 5 décembre 1937 et est achevé et mis en service le 25 mars 1938. Il est commissionné le même jour dans la Regia Marina.

## Historique
Une fois en service, le Ascianghi est affecté à la base de Leros, dans le Dodécanèse,.
Le 10 juin 1940, date de l'entrée de l'Italie dans la Seconde Guerre mondiale, il fait partie du XVe Escadron du 1er groupe de sous-marins à La Spezia, mais est en fait basée à Cagliari,. Le commandant de l'unité était le lieutenant de vaisseau (tenente di vascello) Ugo Gelli,.
Le 20 juin, le sous-marin quitte la base pour sa première mission de guerre, dans la zone des Baléares, entre Capo Sant'Antonio et Formentera. A 1h25 du 22 juin, il aperçoit un grand navire marchand armé et l'attaque avec le lancement de quatre torpilles, qui échoue à cause de la mer agitée,. Le sous-marin attaque alors avec son canon de pont qui touche plusieurs fois le navire, mais ce dernier ouvre également le feu avec l'armement à bord, forçant le Ascianghi à s'éloigner,. Le sous-marin rentre à sa base le 28 juin.
Vers la fin janvier 1941, comme la Force H britannique avait quitté Gibraltar en direction de l'est (le but était de bombarder Gênes), le Ascianghi est déployé en embuscade défensive à une vingtaine de milles nautiques (37 km) au sud-est du Capo Mele. Cependant, en raison du mauvais temps, l'escadron naval britannique rentre au port après avoir attaqué le barrage de Tirso avec des avions (le bombardement est alors effectué le 9 février 1941).
Du 24 au 29 mars 1941, il est envoyé, avec deux autres sous-marins, entre Alexandrie et le cap Krio. Les trois unités - placées à une soixantaine de milles nautiques (112 km) d'intervalle - devaient former un barrage pour couvrir l'escadron de combat engagé dans l'opération "Gaudo", puis aboutir au désastre du cap Matapan, le Ascianghi ne détecte aucune unité ennemie.
Le lieutenant de vaisseau Olinto Di Serio prend  ensuite le commandement du sous-marin.
Le 20 septembre de la même année, le sous-marin est envoyé dans le bras de mer devant Beyrouth et Tripoli au Liban. Le lendemain, il rencontre le pétrolier Antar (389 tonneaux de jauge brute), enregistré, selon les sources, comme polonais ou palestinien, mais employé au nom des Britanniques, et, après avoir donné à l'équipage le temps d'abandonner le navire en raison du choix humanitaire du commandant du sous-marin qui risquait de s'attarder sur le lieu de l'attaque, l'envoie au fond: six torpilles sont lancées - réparties en trois paires - et le canon de pont a été nécessaire pour le couler en raison de la coque particulière des pétroliers),.
Vers la mi-juin 1942, il est envoyé - avec quatre autres sous-marins, dont ses navires-jumeaux (sister ships) Aradam et Dessiè - pour tendre une embuscade entre Malte, Pantelleria et Lampedusa en opposition au convoi britannique "Harpoon", dans le cadre de la bataille de la mi-juin. Cependant, le sous-marin ne voit pas les unités ennemies.
En juillet, le lieutenant de vaisseau Rodolfo Bombig devient le commandant du sous-marin.
Le 11 août 1942, il fait partie des onze sous-marins placés en embuscade au nord de la Tunisie, entre Scoglio Fratelli et Banco Skerki, afin d'attaquer un convoi britannique pour Malte : c'est l'opération britannique "Pedestal", qui aboutit à la bataille de la mi-août, dans laquelle ce sous-marin n'a cependant aucun rôle.
Peu après, le lieutenant de vaisseau Rino Erler prend le commandement du sous-marin.
Début novembre 1942, il est employé pour une mission de transport de 18 tonnes de munitions, de Messine à Tobrouk. Le 3 novembre, alors qu'il navigue vers le port libyen, il rencontre une vingtaine de soldats allemands qui ont survécu à l'abattage de l'avion qui les transportait, et les secourt,.
Le 11 novembre, il est envoyé en mission dans les eaux algériennes. En pénétrant dans la rade de Bougie, il tombe sur un groupe de petits navires britanniques quittant le port, identifiés par erreur comme un croiseur escorté par deux destroyers,. Restant à la surface, le Ascianghi lance, à 3h39, deux torpilles contre le second navire de la ligne, le manquant, tandis qu'une seconde paire de torpilles, lancée à 3h46 contre le dernier navire de la formation, réussit: un des torpilles touche le milieu du navire, l'autre à l'avant du pont,,. Le navire touché est le dragueur de mines rapide de haute mer HMS Algerine (J213) (1 040 tonnes), qui coulé en peu de temps, à cinq milles nautiques (9 km) au nord du Cap Carbon, avec la mort de 24 des 56 hommes de l'équipage,,. Le Ascianghi échappe à la poursuite des deux autres navires et reste dans sa zone d'embuscade jusqu'au 16 et atteint Naples deux jours plus tard,,.
En janvier 1943, une inspection jugea son état d'efficacité "bon".
Dans la nuit du 2 au 3 mars 1943, alors qu'il est en mission dans le golfe de Syrte, le sous-marin repère un convoi avec une forte escorte et, se dirigeant à 800 mètres, lance trois torpilles contre un destroyer. Repéré par les navires d'escorte, il doit plonger précipitamment pour éviter d'être éperonné par l'un d'eux,. Deux bruyantes détonations sont entendues, mais il n'y a aucune preuve de dommage.
Le Ascianghi passe ensuite un certain temps dans un chantier naval pour des travaux d'entretien ; le commandant Erler en confie le commandement au jeune sous-lieutenant de vaisseau (sottotenente di vascello) Mario Fiorini (c'est l'un des rares cas, sinon le seul, dans la Regia Marina, où le commandement d'un sous-marin est confié à un officier d'un grade inférieur à celui de lieutenant de vaisseau).
Le 16 juillet 1943, le sous-marin quitte Naples en direction du sud-est de la Sicile, pour s'opposer aux lignes de ravitaillement des troupes alliées débarquées sur l'île (Opération Husky),. Le sous-marin est le seul à ne pas avoir reçu l'ordre de se déplacer plus au large.

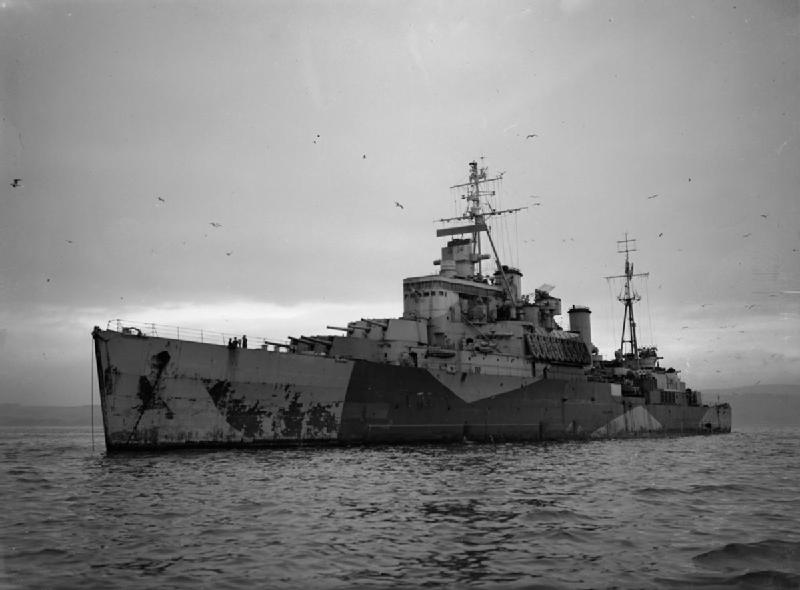
Le croiseur HMS Newfoundland, probablement endommagé par le Ascianghi

Le 23 juillet, alors qu'il est immergé dans l'après-midi à une dizaine de milles nautiques (19 km) au large d'Augusta, il repère un groupe de croiseurs et de destroyers. Se déplaçant à courte distance, il lance deux torpilles, dont l'une - à 13h38 - touche la poupe du croiseur léger HMS Newfoundland (59),, sur lequel il y a une victime et de lourds dégâts, qui ont mis le croiseur hors de combat jusqu'en 1944,,. A 15h41, un des destroyers d'escorte, le HMS Laforey (G99), évite une autre torpille: cela a conduit à s'interroger sur l'attribution des dégâts du Newfoundland au Ascianghi, car, plus ou moins simultanément, la formation britannique a également été attaquée par le sous-marin (U-Boot) allemand U-407: on ne connait donc pas avec certitude lequel des deux sous-marins a touché le Newfoundland, et lequel a manqué le Laforey,.
Cependant, le Laforey a presque immédiatement contre-attaqué avec un second destroyer, le HMS Eclipse (H08), qui commence à bombarder le Ascianghi avec plusieurs grenades sous-marines. Endommagé et inondé, le sous-marin italien coule au-delà de la profondeur de sécurité et, pour éviter d'être détruit par la pression, est contraint de faire surface, pour tenter de riposter avec son canon de pont et de se saborder. Cependant, il est immédiatement touché par l'artillerie des deux navires, ce qui fait de nombreux morts et blessés,,. Abandonné par les survivants, le Ascianghi coule par l'arrière à 16h23,,,.
Parmi l'équipage du sous-marin, un officier (l'aspirant enseigne Mario Marinelli), 4 sous-officiers, 18 marins décèdent, tandis que 27 survivants sont récupérés - et faits prisonniers - par le Laforey et le Eclipse,.
Le Ascianghi a effectué 22 missions offensives-exploratoires, une mission de transport et 24 missions de transfert, couvrant un total de 24 601 milles nautiques (45 560 km) en surface et 4 312 milles nautiques (7 985 km) sous l'eau.